# Spannungsriss

Spannungsriss im Glas einer Fensterscheibe.

Spannungsrisse sind Risse in Materialien, Werkstücken und Gegenständen, die durch Spannungen im Material selbst ausgelöst werden, nicht also durch eine äußere Krafteinwirkung.
Spannungsrisse treten dann auf, wenn sich im Material Spannungen aufbauen, die größere Kräfte erzeugen als das Material aufnehmen kann.
Die häufigste Ursache solcher Spannungen im Material sind Temperaturunterschiede. So gut wie alle Materialien dehnen sich im warmen Zustand aus und ziehen sich zusammen, wenn sie kälter werden. Werden solche Materialien z. B. einseitig schnell erhitzt, so dehnen sie sich nur teilweise aus, und es kommt zu Rissen oder gar einem Zerspringen des Materials.
Bekannte Beispiele sind platzende Stücke Kandiszucker im Tee (das bekannte Knistern entsteht, wenn das Material, hier Zucker, wegen der plötzlichen Temperaturerhöhung an der Außenkante reißt), Eiswürfel in heißem Wasser, oder auch zerspringende Gläser, wenn heiße Flüssigkeit zu schnell eingegossen wird.
Spannungsrisse können jedoch auch andere Ursachen haben, z. B. eine partielle chemische Veränderung im Inneren des Materials wie die Spannungsrisskorrosion.